# Ca l'Arqué
Ca l'Arqué és un edifici de Caldes d'Estrac (Maresme) inclòs a l'Inventari del Patrimoni Arquitectònic de Catalunya.

## Descripció
Es tracta d'una edificació gran, de planta baixa i un pis. Té un cos lateral solament de planta baixa. A la porta d'entrada s'arriba per unes escales amb barana de pedra, balustrada, porxo amb columnes de ferro forjat que aguanten el balcó del primer pis, també amb balustrada de pedra.
Les obertures són rectes i d'arc rodó. L'acabament és una cornisa de pedra amb decoració de pedra.

## Història
Es troba al barri de la Santema, dins el terreny municipal d'Arenys, que fou annexionat a Caldes el 1929.